# Zbrojovka Z 6
A Z 6, becenevén Hurvínek csehszlovák személygépkocsi, amelyet 1935-1936-ban gyártott a Brnói Csehszlovák Fegyvergyár. A népautónak szánt, kéthengeres kétütemű motorral felszerelt járműből 500 darab készült.

## Története
A járművet az 1930-as évek elején tervezték. A Brnói Csehszlovák Fegyvergyár (Československá zbrojovka Brno) a középkategóriás Z 4 és felsőkategóriás Z 5 modelljei mellett egy szélesebb körben is elérhető népautóval akarta bővíteni a gyártmányait. A jármű a cégnél a gyártást irányító mérnök, Antonín Voženílek után kapta a Hurvínek becenevet. Számos alkatrésze megegyezett a Z 5-ös modellével.
Az első járművet 1935 márciusában mutatták be. Kezdetben 19 800 csehszlovák koronáért lehetett kapni, 1936-ban 19 200-ra csökkentették az árát. A sorozatgyártása 1935 áprilisában indult el és1936 októberéig folyt, amikor az állami Brnói Fegyvergyárban a csehszlovák védelmi minisztérium utasítására beszüntették az autógyártást (mert a romló nemzetközi helyzet miatt a fegyvergyártásra összpontosítottak). A még elkészült alkatrészekből az utolsó példányokat 1937-ben szerelték össze. Abban az évben a Morva Rendőrség 13 ilyen autót vásárolt. Összesen 500 darabot gyártottak a Z 6-os modellből.

## Jellemzői
A Z 6 megtartotta a Zbrojovka autómodelleknél alkalmazott elsőkerék hajtást és a kéthengeres kétütemű motort. Az előző modellekkel ellentétben azonban a Z 6 gerincalvázat kapott, amelyet először a Tatra 11-nél alkalmaztak 1923-ban. A gerincalváz elülső végéhez csatlakozott a 735 cm³ hengerűrtartalmú, kéthengeres, kétütemű benzinmotor, melynek furata 72 mm, lökete 90 mm. A motor a maximális 14 kW-os (19 LE-s) teljesítményét 3200 1/perc fordulatszámon adta le. A motor egy Amal 76/LS karburátorral rendelkezett. Üzemanyagfogyasztása 7–8 l/100 km. A 20 l-es üzemanyagtartályt a motortérben helyezték el. A folyadékhűtéses motor ventilátor nélküli termoszifonos hűtési rendszerrel rendelkezett. Gyújtórendszere akkumulátoros, a kocsi elektromos rendszere 6V-os feszültségű.
A tengelykapcsoló egytárcsás, száraz rendszerű. A tengelykapcsolóhoz háromfokozatú sebességváltó kapcsolódik. A motor, a tengelykapcsoló és a sebességváltó egy egységet alkot és úgy kapcsolódik a gerincalvázhoz.
A jármű mind a négy kereke független felfüggesztésű, a kerekek keresztirányban elhelyezett két-két félelliptikus laprugóra támaszkodnak. A mellső kerekek folyadéktöltésű lengéscsillapítóval, a hátsó kerekek mechanikus súrlódású lengéscsillapítóval rendelkeznek. Mind a négy kereket dobfékkel látták el. A kerekekre 4,75×16" méretű gumiabroncsot szereltek.
A karosszéria áramvonalas kialakítású, kétajtós kivitelű, négy személy elhelyezését biztosítja. A vezető ülése a kezelőszervekkel (kormány, pedálok) a jármű jobb oldalán található.